# 張孝栘
張 孝栘（ちょう こうい、1881年 - 没年不詳）は、清末民初の司法官・法学者。字は棣生。別号は逖省。

## 経歴
日本に留学し、1906年（光緒32年・明治39年）に早稲田大学専門部政治経済科を卒業した。帰国後は京師法政学堂及び京師法律学堂の教習（教官）となる。以後、修訂法律館纂修、憲法編査館科員、北京政府大理院推事を歴任した。1915年（民国4年）、総検察庁首席検察官に任命される。1928年（民国17年）4月、総検察庁検察長暫定代理となった。その後、国立北平大学法学院教授、国立北京大学法律系講師、河北省立法商学院法律系教授を歴任している。
1937年（民国26年）12月、北京に中華民国臨時政府が成立すると、張孝栘もこれに参与する。翌1938年（民国27年）2月19日、最高法院（院長：董康）検察署検察長に任命された。
1940年（民国29年）3月30日、南京国民政府（汪兆銘政権）に臨時政府が合流し、華北政務委員会に改組される。臨時政府最高法院も汪兆銘政権の最高法院華北分院へ改組され、同年5月28日に張孝栘が分院院長として任命された。以後、1945年（民国34年）8月の汪兆銘政権崩壊までその地位にあった。
汪兆銘政権崩壊後の消息は不明である。なお、張孝栘が漢奸として摘発された旨の情報は見当たらない。